# Adesmus facetus
Adesmus facetus là một loài bọ cánh cứng trong họ Cerambycidae.